# قطعنامه ۵۷ شورای امنیت
قطعنامه ۵۷ شورای امنیت سازمان ملل متحد که در تاریخ ۱۸ سپتامبر ۱۹۴۸ تصویب شد، سندی بین‌المللی دربارهٔ مسئلهٔ فلسطین است. این قطعنامه طی نشست ۳۵۸ام با ۱۱ موافق، ۰ مخالف و ۰ ممتنع تصویب شد.